# Petra Blazek
Petra Blazek (n. 15 iunie 1987, în Mödling) este o jucătoare profesionistă de handbal din Austria, componentă a echipei naționale a acestei țări. În prezent ea evoluează pe postul de portar la echipa Thüringer HC.
Formată de Hypo Viena, Blazek a jucat în opt sezoane consecutive cu reprezentanta Austriei în Liga Campionilor și a disputat finala sezonului 2007/2008, pierdută în fața lui Zvezda Zvenigorod. De asemenea, în 2013, austriaca a pus umărul la câștigarea Cupei Cupelor, când pe parcurs Hypo a trecut de Bayer Leverkusen, Dinamo Volgograd, Thüringer HC și Issy Paris.
După experiența de la Hypo, Petra Blazek a jucat câte un an la Mios Biganos (Franța), MTK Budapesta (Ungaria), Molde (Norvegia), trei ani la SCM Râmnicu Vâlcea și un an la SCM Gloria Buzău.

## Palmares
- Liga Națională:
  -  Câștigătoare: 2019

- Cupa României
  -  Finalistă: 2018, 2019

- Supercupa României
  -  Câștigătoare: 2018

- Liga Campionilor EHF
  -  Finalistă: 2008
  - Semifinalistă: 2005, 2007, 2009
  - Sfertfinalistă: 2006
  - Grupe principale: 2010
  - Grupe: 2011, 2012, 2013

- Cupa Cupelor EHF
  -  Câștigătoare: 2013
  - Optimi: 2011

- Cupa EHF:
  - Turul 3: 2019

- Cupa Challenge:
  - Semifinalistă: 2014